# CITES
CITES (akronim za Convention on International Trade in Endangered Species of Wild Fauna and Flora; slovensko Konvencija o mednarodni trgovini z ogroženimi prostoživečimi živalskimi in rastlinskimi vrstami, znana tudi kot Washingtonska konvencija) je večstranski sporazum za zaščito ogroženih rastlin in živali pred grožnjami, ki jih predstavlja mednarodna trgovina. Sporazum je bil pripravljen kot posledica resolucije, sprejete leta 1963 na srečanju članic Svetovne zveze za varstvo narave (IUCN). Konvencija je bila odprta za podpis leta 1973, v veljavo pa je stopila 1. julija 1975.
Slovenija je konvencijo ratificirala leta 1999 in pooblastila Ministrstvo za okolje in prostor za izvajanje.
Njen cilj je zagotoviti, da mednarodna trgovina (uvoz/izvoz) z osebki živali in rastlin, ki so vključene v CITES, ne ogroža preživetja vrst v naravi. To se dosega s sistemom dovoljenj in potrdil. CITES zagotavlja različne stopnje zaščite več kot 40.900 vrst.